# Fomalhaut
Fomalhaut (Alfa del Peix Austral / α Piscis Austrini) és l'estel més brillant de la constel·lació de Peix Austral i una dels més brillants del cel. Sembla ser un estel relativament jove, de només 200 a 300 milions d'anys i una vida prevista de només mil milions d'anys. La seva temperatura superficial és d'uns 8.500 K. Comparada amb el Sol, té una massa 2,3 vegades superior i un diàmetre 1,7 vegades superior. Des de 1943, l'espectre d'aquesta estrella ha servit com un dels punts d'ancoratge estables pels quals es classifiquen altres estrelles.
Fomalhaut està envoltat per un disc de pols, semblant al de Vega, que emet excés de radiació infraroja, de forma toroidal i amb una vora interna molt marcada a una distància de 133 ua i descentrat unes 15 ua de la mateix estel. La pols es distribueix sobre una amplada d'unes 25 ua. Per analogia amb el nostre sistema solar a vegades se l'anomena el «cinturó de Kuiper de Fomalhaut». Es creu que aquest disc és un disc protoplanetari i emet una quantitat considerable de radiació infraroja. A partir de les anàlisis dels nuvols de pols del disc, el 1998 es va deduir l'existència de, com a mínim, d'un exoplaneta, Fomalhaut b. Tanmateix, les anàlisis de 2019 i 2023 d'observacions existents i noves indiquen que Fomalhaut b no és un planeta, sinó un núvol de deixalles procedent d'una col·lisió planetesimal massiva.

## Nomenclatura

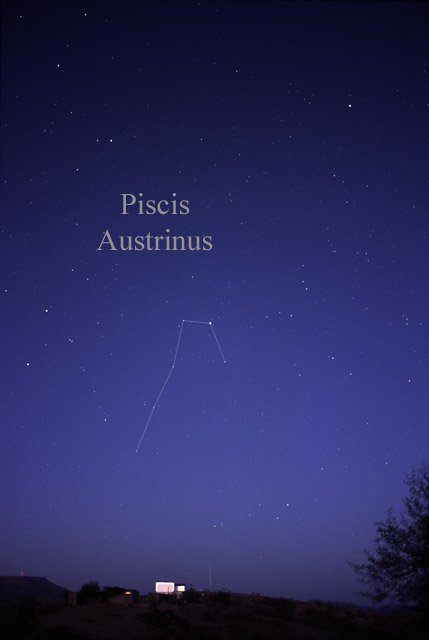
Fomalhaut és l'estrella més brillant de la constel·lació de Piscis Austrinus (centre).

α Piscis Austrini (llatinitzada a Alpha Piscis Austrini) és la designació de Bayer del sistema. També porta la designació de Flamsteed de 24 Piscis Austrini. L'astrònom clàssic Ptolemeu la va situar a Aquari, així com a Piscis Austrinus. Al segle xvii, Johann Bayer la va plantar fermament en la posició principal de Piscis Austrinus. Després de Ptolemeu, John Flamsteed l'any 1725 també el denotà 79 Aquarii. La designació actual reflecteix el consens modern sobre la decisió de Bayer, que l'estrella pertany a Piscis Austrinus. Segons les regles per nomenar objectes en sistemes estel·lars múltiples, els tres components - Fomalhaut, TW Piscis Austrini i LP 876-10 - es designen A, B i C, respectivament.
El seu nom tradicional prové de l'àrab فم الحوت (fum al-ħūt), que significa «boca de la balena», una traducció de com l'anomenà Ptolemeu. El 2016, la Unió Astronòmica Internacional (IAU) va organitzar un Grup de treball de la Unió Astronòmica internacional per als noms d’estrelles (en anglès Working Group on Star Names, WGSN) per catalogar i estandarditzar els noms propis de les estrelles. El primer botlletí del WGSN de juliol de 2016 inclou una taula amb els dos primers lots de noms aprovats pel WGSN, que inclou el nom Fomalhaut per a aquesta estrella.
El juliol de 2014, la IAU va llançar NameExoWorlds, un procés per donar noms propis a determinats exoplanetes. El procés va implicar la nominació i la votació pública dels nous noms. El desembre de 2015, la UAI va anunciar que el nom ganador era Dagon per a Fomalhaut b. El nom guanyador va ser proposat per Todd Vaccaro i remés pel edu/planetarium/ St. Cloud State University Planetarium de St. Cloud (Minnesota), Estats Units d'Amèrica, a la IAU per a la seva consideració. Dagó (Dagon en anglès) era una Deïtat semítica, sovint representada com a meitat home, meitat peix.

## Fomalhaut A

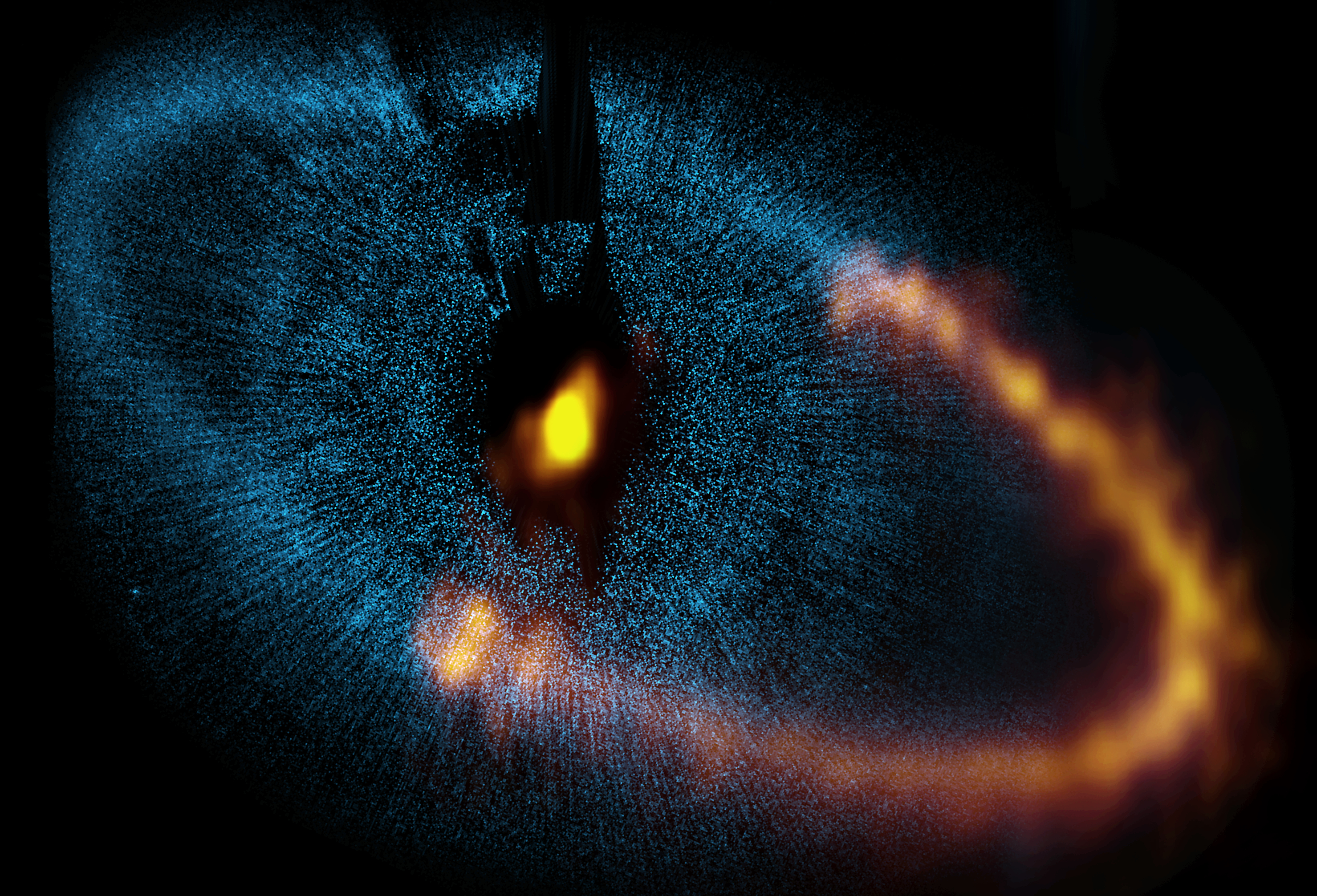
Anell de pols al voltant de Fomalhaut des de l'Atacama Large Millimeter/submillimeter Array (ALMA)

A una declinació de −29,6°, Fomalhaut es troba al sud de l'equador celeste i, per tant, es veu millor des de l'hemisferi sud. Tanmateix, la seva declinació al sud no és tan gran com la d'estrelles com Acrux, Alpha Centauri i Canopus, el que significa que, a diferència d'aquestes, Fomalhaut és visible també des de gran part del hemisferi nord, veient-se millor a la tardor. La seva declinació és més gran que la de Sirius i semblant a la d'Antares. A 40° N, Fomalhaut s'eleva per sobre de l'horitzó durant vuit hores i només arriba als 20° per sobre de l'horitzó, mentre que Capella, que s'eleva aproximadament al mateix temps, es mantè per sobre de l'horitzó durant vint hores. Fomalhaut es pot localitzar a latituds del nord pel fet que el costat oest (dret) de la Constel·lació del Pegàs que hi apunta. Continuant la línia des de β Pegasi fins a α Pegasi cap a l'horitzó sud, Fomalhaut es troba a uns 45˚ al sud d'α Pegasi, sense estrelles brillants entremig.

### Propietats
Fomalhaut és una estrella jove, durant molts anys es creia que només tenia entre 100 i 300 milions d'anys, amb una vida útil potencial de mil milions d'anys. Un estudi del 2012 va donar una edat lleugerament més alta de 440±40 milions d'anys. La temperatura superficial de l'estrella és al voltant de 8590 K. La massa de Fomalhaut és aproximadament 1,92 vegades la del Sol, la seva lluminositat és unes 16,6 vegades més gran i el seu diàmetre és aproximadament 1,84 vegades més gran.
Fomalhaut és lleugerament té una metal·licitat menor que el Sol, la qual cosa significa que està compost per un percentatge més petit d'elements diferents de l'hidrogen i l'heli. La metal·licitat normalment es determina mesurant l'abundància de ferro a la fotosfera relativa a l'abundància d'hidrogen. Un estudi espectroscòpic de 1997 va mesurar un valor igual al 93% de l'abundància de ferro del Sol. Un segon estudi de 1997 va deduir un valor del 78%, suposant que Fomalhaut tingui la mateixa metal·licitat que l'estrella veïna TW del Peix Austral, que des d'aleshores s'ha argumentat que era una companya física. El 2004, un model evolutiu estel·lar de Fomalhaut va donar una metal·litat del 79%. Finalment, el 2008, una mesura espectroscòpica va donar un valor significativament inferior del 46%.
S'ha afirmat que Fomalhaut és una de les 16 estrelles que pertanyen al grup en moviment de Càstor. Es tracta d'una associació d'estrelles que comparteixen un moviment comú a través de l'espai i que s'ha afirmat que estan físicament associades. Un altre membres d'aquest grup inclou Vega, a més de Càstor. El grup en moviment té una edat estimada de 200±100 milions d'anys i es va originar a la mateixa ubicació. Un treball més recent ha trobat que els suposats membres del grup en moviment de Càstor no només sembla tenir un ampli ventall d'edats, sinó que les seves velocitats són massa diferents com per haver estat possiblement associades entre ells en un passat llunyà. Per tant, la "pertinença" a aquesta dinàmica grup no té cap relació amb l'edat del sistema Fomalhaut.

## Fomalhaut B (TW Piscis Austrini)
Fomalhaut forma una estrella binària amb l'estrella de tipus K4 TW Piscis Austrini (TW PsA), que es troba a 0.28 parsecs (0.91 anys llum) de Fomalhaut, i la seva velocitat espacial coincideix amb la de Fomalhaut dins de 01±05 km/s, coherent amb ser un company lligat. Una estimació d'edat recent per a TW PsA (400±70 milions d'anys) coincideix molt bé amb l'edat isòcrona de Fomalhaut (450±40 milions d'anys), a més argumentant que les dues estrelles formen un binari físic.
La designació TW Piscis Austrini és la nomenclatura astronòmica d'una estrella variable. Fomalhaut B és una estrella fulgurant del tipus conegut com a variable BY Draconis. Varia lleugerament en magnitud aparent, que oscil·la entre 6,44 i 6,49 durant un període de 10,3 dies. Encara que és més petit que el Sol, és relativament gran per a una estrella fulgurant. La majoria d'aquestes estrelles són nanes vermelles de tipus M.
L'any 2019, un equip d'investigadors que va analitzar l'astrometria, les mesures de velocitat radial i les imatges de Fomalhaut B va suggerir l'existència d'un planeta orbitant l'estrella amb una massa de 12+07
−06 masses de Júpiter i un període orbital definit amb una estimació vagament centrada al voltant de 25 anys.

## Fomalhaut C (LP 876-10)
LP 876-10 també s'associa amb el sistema Fomalhaut, convertint-lo en una estrella triple. L'octubre de 2013, Eric Mamajek i col·laboradors del consorci RECONS van anunciar que l'estrella d'alt moviment adequat anteriorment coneguda LP 876-10 tenia una distància, velocitat i posició de magnitud de color coherent amb ser un altre membre del sistema Fomalhaut. LP 876-10 va ser catalogat originalment com una estrella de moviment alt per Willem Luyten al seu catàleg NLTT de 1979; tanmateix, una paral·laxi trigonomètrica precisa i una velocitat radial només es van mesurar recentment. LP 876-10 és un nan vermell de tipus espectral M4V, i situada encara més lluny de Fomalhaut A que de TW PsA, a uns 5,7° de distància de Fomalhaut A al cel, a la constel·lació veïna d'Aquari, mentre que Fomalhaut A i TW PsA es troben a la constel·lació de Piscis Austrinus. La seva separació actual de Fomalhaut A és d'aproximadament 077 parsecs (250 anys llum), i actualment es troba a una distància de 0,987 parsecs (3,220 anys llum) de TW PsA (Fomalhaut B). LP 876-10 es troba ben dins del radi de marea del sistema Fomalhaut, que és 1.9 parsecs (6.2 anys llum). Tot i que LP 876-10 és en si mateix catalogada com una estrella binària al Catàleg d'Estrelles Dobles Washington (anomenat "WSI 138"), no hi havia cap indici d'una companya estel·lar propera a les dades d'imatge, espectrals o astromètriques a l'estudi de Mamajek et al. El desembre de 2013, Kennedy et al. va informar del descobriment d'un disc de deixalles pols i fred associat a Fomalhaut C, utilitzant imatges infrarojes de l'Herschel Space Observatory. Els sistemes d'estrelles múltiples que allotgen diversos discs de deixalles són extremadament rars.